# Habropogon carthaginiensis
Habropogon carthaginiensis là một loài ruồi trong họ Asilidae. Habropogon carthaginiensis được Becker miêu tả năm 1915. Loài này phân bố ở vùng Cổ Bắc giới.